# Vers-en-Montagne
Vers-en-Montagne ist eine französische Gemeinde im Département Jura in der Region Bourgogne-Franche-Comté.

## Geographie
Vers-en-Montagne liegt auf 595 m, etwa acht Kilometer nördlich der Stadt Champagnole (Luftlinie). Das Dorf erstreckt sich im Jura, auf dem weiten Plateau des Angillon westlich des Bachlaufs, zwischen den Höhenrücken der Côte de l’Heute im Westen und der Forêt de la Fresse im Osten.
Die Fläche des 8,35 km² großen Gemeindegebiets umfasst einen Abschnitt des französischen Juras. Das gesamte Gebiet wird von einem Plateau eingenommen, das durchschnittlich auf 600 m liegt und überwiegend von Acker- und Wiesland, im Norden von Wald bestanden ist. Entwässert wird das Gebiet durch den Angillon, der durch eine breite, teils vermoorte Niederung südwärts zum Ain fließt. Nach Norden erstreckt sich das Gemeindeareal in das ausgedehnte Waldgebiet von Faye de Vers. Mit 660 m wird an der westlichen Gemeindegrenze die höchste Erhebung von Vers-en-Montagne erreicht.
Nachbargemeinden von Vers-en-Montagne sind Andelot-en-Montagne im Norden, Chapois, Le Larderet und Le Latet im Osten, Le Pasquier im Süden sowie Valempoulières im Westen.

## Geschichte
Die Dorfkirche von Vers wurde bereits im 11. Jahrhundert erstmals urkundlich erwähnt. Die Ortschaft gehörte zum Gebiet von Salins und erhielt gewisse Freiheitsrechte zugesprochen. Im 16. Jahrhundert war Vers von einer schweren Pestepidemie betroffen. 1639 wurde das Dorf von französischen Truppen zerstört. Zusammen mit der Franche-Comté gelangte Vers mit dem Frieden von Nimwegen 1678 an Frankreich.

## Sehenswürdigkeiten

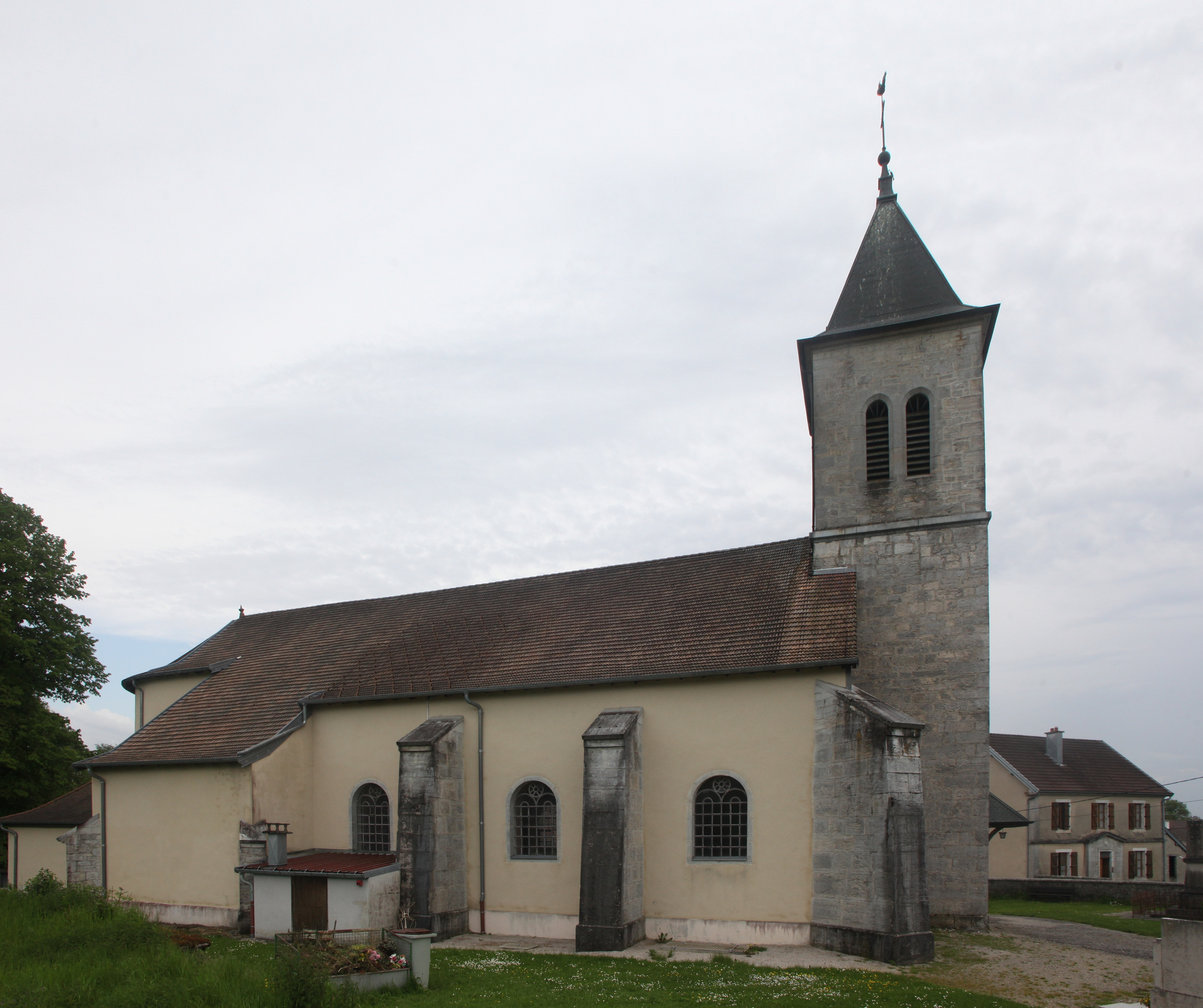
Kirche Saint-Laurent

Die heutige Pfarrkirche Saint-Laurent stammt aus dem 15. Jahrhundert und wurde im 16. und 17. Jahrhundert verändert. Ruinen des ehemaligen Herrschaftssitzes sind erhalten.

## Bevölkerung
| Jahr                       | 1962 | 1968 | 1975 | 1982 | 1990 | 1999 | 2008 | 2018 |
| -------------------------- | ---- | ---- | ---- | ---- | ---- | ---- | ---- | ---- |
| Einwohner                  | 184  | 167  | 209  | 217  | 227  | 191  | 199  | 229  |
| Quellen: Cassini und INSEE |      |      |      |      |      |      |      |      |

Mit 230 Einwohnern (Stand 1. Januar 2022) gehört Vers-en-Montagne zu den kleinen Gemeinden des Départements Jura. Nachdem die Einwohnerzahl in der ersten Hälfte des 20. Jahrhunderts deutlich abgenommen hatte (1881 wurden noch 302 Personen gezählt), wurden seit Mitte der 1970er Jahre nur noch geringe Schwankungen verzeichnet.

## Wirtschaft und Infrastruktur
Vers-en-Montagne war bis weit ins 20. Jahrhundert hinein ein vorwiegend durch die Landwirtschaft und die Forstwirtschaft geprägtes Dorf. Daneben gibt es heute einige Betriebe des lokalen Kleingewerbes. Mittlerweile hat sich das Dorf auch zu einer Wohngemeinde gewandelt. Viele Erwerbstätige sind Wegpendler, die in den größeren Ortschaften der Umgebung ihrer Arbeit nachgehen.
Die Ortschaft ist verkehrstechnisch gut erschlossen. Sie liegt an der Hauptstraße D467, die von Champagnole nach Salins-les-Bains führt. Weitere Straßenverbindungen bestehen mit Valempoulières und Le Latet. Vers-en-Montagne besitzt einen Bahnhof an der Eisenbahnlinie von Andelot-en-Montagne nach Champagnole.